# Minamoto no Makoto
Minamoto no Makoto (源信, também conhecido como Kitabe no daijin, 810 - 868), foi um nobre do Período Heian da história do Japão.
Makoto foi o sétimo filho do imperador Saga, e foi o primeiro a quem foi dado o nome Minamoto . Inicialmente o nome Minamoto era honorífico dado aos filhos dos imperadores que não tinham condições de almejar ao trono. Makoto, era irmão do Imperador Nimmyo, de Minamoto no Tokiwa e de Minamoto no Tōru. Recebeu o nome de Minamoto em 814 e se tornou o primeiro de seus lideres.

## Carreira
Makoto serviu os seguintes imperadores: Junna (826 - 833); Nimmyo (833 - 850); Montoku (850 - 858) e Seiwa (858 - 868)
Makoto entrou para a corte em 826, durante o reinado do Imperador Junna, sendo nomeado para o Kurōdodokoro. Em 831 foi nomeado Harima Gonmori (governador da Província de Harima).
Em 839, já no governo do Imperador Nimmyo Makoto foi promovido a Sangi. Após o Incidente Jowa em 842 sua carreira política teve uma rápida ascensão neste ano foi promovido a Chūnagon e em 848 a Dainagon.
Em 857, durante o governo do Imperador Montoku, foi promovido a Sadaijin na vaga deixada por seu irmão Tokiwa em 854.
Em 866, no reinado do Imperador Seiwa, Makoto foi acusado por seu rival o Dainagon Tomo no Yoshio de incendiar o portão principal (Ōtemmon) do Palácio Imperial, um dos exemplos mais famosos das intrigas palacianas do período Heian. Este episódio passou a ser conhecido como o Incidente Ōtenmon (応天門の変, Ōtemmon no Hen). Por sorte com a ajuda de suas poderosas conexões na corte, Makoto conseguiu provar sua inocência. Mais tarde foi descoberto que o próprio Yoshio iniciou o incêndio.
Makoto veio a falecer em 868 vitima de um acidente na corrida de cavalo que estava participando.

 
| Precedido por Minamoto no Tokiwa | 15º Sadaijin (857 - 868) | Sucedido por Minamoto no Tōru |